# 신문철
신문철(申文澈, Shin Mun-Chul, 1961년 1월 19일 - )은 대한민국의 신학자이자 전 한세대학교 신학과 교수이다.  

## 학력
- 명지대
- 미국 웨스트민스터 신학교 M.A.R.
- 영국 애버딘 대학교 Th.M.
- 영국 애버딘 대학교 Ph.D.

## 경력
- 한국오순절신학회 회장 역임[1]
- 현 한국복음주의조직신학회 부회장

## 논문
- 현대 칭의론에 대한 오순절주의 제언, 영산신학저널 43권, 2018
- Pentescostel Homiletics, 영산신학저널, 41권, 2017.
- 영산 조용기의 성령론적 성경관, 영산신학저널, 35권,  2015.

## 저서
- 신교수의 신학이야기 (엠애드, 2003)

## 같이 보기
- 한국의 신학자 목록